# Mare de Déu dels Dolors (Riga)
L'Església de la Mare de Déu dels Dolors (en letó: Sāpju Dievmātes Romas katoļu baznīca) és una església catòlica romana a la ciutat de Riga, capital de Letònia. L'església està situada en el Carrer Pils 5. Aquesta és la primera església catòlica que es va construir a Riga després de la Reforma protestant. Està dedicada a la Mare de Déu dels Dolors.
L'església precedent data de 1765 temps en el qual la ciutat va ser la capital del govern de Livònia en l'Imperi Rus, on la ciutat estava oberta des de principis de segle per a la població no alemanya i va substituir una petita capella de fusta per als soldats polonesos. Va servir originàriament per als polonesos i lituans de la ciutat.